# Công viên Maloti-Drakensberg
Công viên Maloti-Drakensberg được thành lập vào ngày 11 tháng 6 năm 2001 bằng việc gắn kết vườn quốc gia Sehlabathebe của Lesotho với Công viên uKhahlamba / Drakensberg ở KwaZulu-Natal, Nam Phi tạo thành công viên Hòa bình xuyên biên giới. Thabana Ntlenyana là đỉnh cao nhất của công viên với 3.482 mét. Khu vực xuyên biên giới hình thành như một công viên hòa bình có tổng diện tích là 8 113 km² trong đó có 5 170 km² (64%) tại Lesotho và 2 943 km² (36%) tại KwaZulu-Natal của Nam Phi.
Khu bảo tồn là sự sáp nhập của các vườn quốc gia là Vườn quốc gia Cao nguyên Cổng Vàng, Vườn quốc gia QwaQwa, Khu bảo tồn thiên nhiên Sterkfontein Dam, Vườn quốc gia Drakensberg, Vườn quốc gia Hoàng gia Natal và Vườn quốc gia Sehlabathebe.
Công viên nằm trong dãy núi Drakensberg hình thành khu vực cao nhất trong tiểu vùng, tạo thành các hệ sinh thái phụ núi cao độc đáo. Các hệ sinh thái, tổ chức động thực vật đa dạng sinh học trên toàn cầu, với môi trường sống độc đáo và mức độ đặc hữu cao. Công viên cũng là nơi trưng bày nghệ thuật trên đá vĩ đại nhất thế giới với hàng trăm địa điểm và nhiều ngàn hình ảnh được vẽ bởi người Bushmen.